# Giganți (telenovelă)
Giganți (Os Gigantes) este o telenovelă braziliană produsă și difuzată de Rede Globo între 20 august 1979 și 2 februarie 1980, în 147 episoade.
Scris de Lauro César Muniz, în regia lui Régis Cardoso și Jardel Mello. Ultimul capitol a fost rescris de Walter George Durst, în colaborare cu Maria Adelaide Amaral, la cererea radiodifuzorului, care dorea un alt final. Autorul a fost eliminat.

## Producere
A avut scene înregistrate în Vassouras, în Rio de Janeiro. A fost debutul lui Maria Adelaide Amaral ca scriitor. Ea a scris 18 capitole și a preluat complotul când Lauro César Muniz sa mutat departe de complot. Dar ultimul capitol a fost rescris de Walter George Durst.

## Distribuție
- Dina Sfat - Paloma Gurgel
- Francisco Cuoco  - Francisco Rubião (Chico)
- Tarcísio Meira - Fernando Lucas
- Susana Vieira - Veridiana Gurgel
- Joana Fomm - Vânia Lucas
- Vera Fischer - Helena
- Mário Lago - Antônio Lucas
- Lauro Corona - Polaco
- Lídia Brondi - Renata
- Jonas Mello - Victor
- Rogério Fróes - Dr. Osvaldo
- Castro Gonzaga - Amadeu
- Flora Geny - Ivone
- Miriam Pires - Eulália Gurgel
- Norah Fontes - Matilde
- Perry Salles - Novak
- Cleyde Blota - Selma
- Fábio Mássimo - Ciro
- Mayara Norbim - Ana
- Lúcia Alves - Maria Lúcia
- Hemílcio Fróes - Jaime
- Denny Perrier - Murilo

Copiii
- Monique Curi - Paloma Gurgel (copil)
- João Batista Vieira - Fred (copil)
- Maurício M. Quintas - Francisco Rubião/Chico (copil)
- Luís Felipe de Lima - Fernando Lucas (copil)

și încă
- Roberto de Cleto - Frederico Gurgel (Fred)